# دعاء الحسين بن علي يوم عرفة
دعاء الحسين بن علي بن أبي طالب يوم عرفة، من الأدعية التي يهتمّ بها ويقرأها الشيعة، في يوم عرفة. فحجّاجهم يقرءونه في صحراء عرفة اقتداءً بالحسين بن علي الإمام الثالث عند الشيعة والآخرون الذين لم يكونوا حاضري عرفة، يقرأونه بصورة جماعية في مساجدهم وحسينياتهم والعتبات المقدسة في يوم عرفة.

## سند الدعاء
ذكر رضي الدين علي بن طاوس في كتاب مصباح الزائر قال : روى بِشر وبشير الأسديان أن الحسين بن علي بن أبي طالب خرج عشية عرفة يومئذ من فسطاطه متذلّلا خاشعا فجعل يمشي هوناً هوناً حتى وقف هو وجماعة من أهل بيته وولده ومواليه في ميسرة الجبل مستقبل البيت الحرام ثم رفع يديه تلقاء وجهه كاستطعام المسكين ثم بدأ بالدعاء وقال: الْحَمْدُ لِلَّهِ الَّذِي لَيْسَ لِقَضَائِهِ دَافِعٌ، وَلَا لِعَطَائِهِ مَانِعٌ، وَلَا كَصُنْعِهِ صُنْعُ صَانِعٍ و... الخ.
والأسديان هما:
- بشر بن غالب الأسدي، عدّه محمد بن الحسن الطوسي في أصحاب الحسين بن علي باسم الأسدي، وفي أصحاب علي بن الحسين السجاد باسم الكوفي.[2]
- وبشير بن غالب الأسدي، ذكره أبو القاسم الخوئي أن له رواية عن الحسين بن علي.[3]

## محتوي الدعاء
هذا الدعاء عبارة عن معارف دينية، وتعاليم عرفانية وعقائدية، من جملة ما ورد فيه:
- معرفة الله وبيان صفاته.
- معرفة صفاة الأنبياء والاعتقاد بنبوتهم قلباً وقالباً.
- التفكر في خلق الإنسان وما حوله في الكون.
- الحمد والشكر لله على نعمه وما تفضّل به على عبده.
- التضرع والخضوع والإقرار لله بالخطأ والذنب وطلب العفو والمغفرة والتوبة والإنابة، وطلب الأعمال الحسنة والمثابرة عليها.
- طلب الحوائج الدينية والدنيوية.
- الصلاة على النبي محمد وآل بيته.
- طلب العفو والهداية والرحمة والسعة في الرزق والأجر في الآخرة.... الي آخر الدعاء.

## زمان قراءته
يواظب الشيعة علي قراءة هذا الدعاءفي يوم عرفة عصراً، فحجاجهم يقرءنه في صحراء عرفة والأخرون الذين لم يكونوا حاضري عرفة، يقرأونه بصورة جماعية في العتبات المقدسة ومساجدهم وحسينياتهم ومقامات ومزارات أبناء أهل بيت النبي محمد في يوم عرفة.

## شروح على الدعاء
نظرا لأهمية ومكانة هذا الدعاء عند الشيعة قام بعض علماءهم بشرحه والوقوف على بعض فقراته، ومنها:
- اصول المعرفة في شرح دعاء عرفه للإمام الحسين، تأليف: عباس أحمد الريس الدرازي البحراني(معاصر)، يقع في 3 أجزاء،1409 هـ، وطبع في منشورات مكتبه العلوم العامة، المنامة، البحرين. ودارالبلاغة، عام 1411 هـ، بيروت.
- شرح دعاء عرفة للسيد خلف بن عبد المطلب المشعشعي الحويزي المعاصر للشيخ البهائي.[7] ويظهر من بعضهم أنه شرح لدعاء الإمام علي بن الحسين يوم عرفة في الصحيفة السجادية.[8]
- هداية المستبصرين: شرح دعاء عرفة، للميرزا أحمد بن سلطان علي صدر الأفاضل المتوفى سنة 1343 هـ، من أحفاد السيد علي خان المدني شارح الصحيفة السجادية، أتّمه سنة 1338 هـ.[9]
- مديح الإم‍ام‌ ال‍ح‍س‍ي‍ن ع‍ل‍ي‍ه ال‍س‍لام ف‍ي ص‍ح‍راء ع‍رف‍ة، ت‍ال‍ي‍ف م‍ح‍م‍د ت‍ق‍ي ال‍ج‍ع‍ف‍ري، م‍ؤس‍س‍ة ت‍دوي‍ن ون‍ش‍ر آث‍ار الع‍لام‍ه الج‍ع‍ف‍ري، 1998 م.[10]

## نص الدعاء
قال الكفعمي في حاشية البلد الأمين المذكور على أوّل هذا الدّعاء: وذكر السيّد الحسيب النسيب رضيّ الدين عليّ بن طاووس قدّس الله روحه في كتاب مصباح الزّائر قال: روى بشر وبشير الأسديان أنّ الحسين بن عليّ بن أبي طالب عليه السلام خرج عشيّة عرفة يومئذ من فسطاطه، متذلّلا خاشعاً، فجعل عليه السلام يمشي هوناً هوناً، حتّى وقف هو وجماعة من أهل بيته وولده ومواليه في ميسرة الجبل، مستقبل البيت، ثمّ رفع يديه تلقاء وجهه كاستطعام المسكين ثمّ قال:
| دعاء الحسين بن علي يوم عرفة | بِسْمِ اللَّـهِ الرَّحْمَـٰنِ الرَّحِيمِ: اَلْحَمْدُ للهِ الَّذِي لَيْسَ لِقَضآئِهِ دَافِعٌ، وَلاَ لِعَطَائِهِ مَانِعٌ، وَلاَ كَصُنْعِهِ صُنْعُ صَانِف وَهُوَ الْجَوَادُ الْوَاسِعُ، فَطَرَ اَجْنَاسَ الْبَدَائِعِ، واَتْقَنَ بِحِكْمَتِهِ الصَّنَائِعَ، لاَ تَخْفى عَلَيْهِ الطَّلاَئِعُ، وَلاَ تَضِيعُ عِنْدَهُ الْوَدَائِعُ، جَازِي كُلِّ صَانِف وَرَائِشُ كُلِّ قَانف وَرَاحِمُ كُلِّ ضَارِف وَمُنْزِلُ الْمَنَافِعِ وَالْكِتَابِ الْجَامِعِ، بِالنُّورِ السَّاطِعِ، وَهُوَ لِلدَّعَوَاتِ سَامِعٌ، وَلِلْكُرُبَاتِ دَافِعٌ، وَلِلدَّرَجَاتِ رَافِعٌ، وَلِلْجَبَابِرَةِ قَامِعٌ، فَلاَ اِلهَ غَيْرُهُ، وَلاَ شَيءَ يَعْدِلُهُ، وَلَيْسَ كَمِثْلِهِ شَيءٌ، وَهُوَ السَّمِيعُ الْبَصِيرُ، اللَّطِيفُ الْخَبِيرُ، وَهُوَ عَلى كُلِّ شَيء قَدِيرٌ. اَللَّهُمَّ اِنِّي اَرْغَبُ إِلَيْكَ، وَاَشْهَدُ بِالرُّبُوبِيَّةِ لَكَ، مُقِرّاً بِاَنَّكَ رَبِّي، وَأنَّ اِلَيْكَ مَرَدِّي، اِبْتَدَاْتَنِي بِنِعْمَتِكَ قَبْلَ اَنْ اَكُونَ شَيْئاً مَذْكُوراً، وَخَلَقْتَنِي مِنَ التُّرابِ، ثُمَّ اَسْكَنْتَنِى الاَْصْلاَبَ، آمِناً لِرَيْبِ الْمَنُونِ، وَاخْتِلافِ الدُّهُورِ والسِّنِينَ، فَلَمْ اَزَلْ ظَاعِناً مِنْ صُلْب إلى رَحِم فِي تَقَادُم مِنَ الاَْيَّامِ الْمَاضِيَةِ، وَالْقُرُونِ الْخَالِيَةِ، لَمْ تُخْرِجْنِي لِرَاْفَتِكَ بِي، وَلُطْفِكَ لِي، وَاِحْسَانِكَ اِلَيَّ فِي دَوْلَةِ أَيَّامِ الْكَفَرَةِ الَّذينَ نَقَضُوا عَهْدَكَ، وَكَذَّبُوا رُسُلَكَ، لكِنَّكَ اَخْرَجْتَنِي للَّذِي سَبَقَ لِي مِنَ الْهُدى، الَّذِي لَهُ يَسَّرْتَنِي، وَفِيهِ اَنْشَأْتَنِي، وَمِنْ قَبْلِ ذلِكَ رَؤُفْتَ بِي بِجَمِيلِ صُنْعِكَ وَسَوَابِغِ نِعْمَتِكَ، فابْتَدَعْتَ خَلْقِي مِنْ مَنِيّ يُمْنى، وَاَسْكَنْتَنِي فِي ظُلُمَات ثَلاث، بَيْنَ لَحْم وَدَم وَجِلْد، لَمْ تُشْهِدْنِي خَلْقِي، وَلَمْ تَجْعَلْ إلى شَيْئاً مِنْ اَمْرِي. ثُمَّ اَخْرَجْتَنِي لِلَّذِي سَبَقَ لِي مِنَ الْهُدى إلى الدُّنْيَا تَامّاً سَوِيّاً، وَحَفِظْتَنِي فِي الْمَهْدِ طِفْلاً صَبِيّاً، وَرَزَقْتَنِي مِنَ الْغِذآءِ لَبَناً مَرِيّاً، وَعَطَفْتَ عَلَيَّ قُلُوبَ الْحَوَاضِنِ، وَكَفَّلْتَنِِي الاُْمَّهَاتِ الرَّوَاحِمَ، وَكَلأْتَنِي مِنْ طَوَارِقِ الْجَانِّ، وَسَلَّمْتَنِي مِنَ الزِّيَادَةِ وَالنُّقْصَانِ، فَتَعَالَيْتَ يَا رَحِيمُ يَا رَحْمنُ، حتّى اِذَا اسْتَهْلَلْتُ نَاطِقاً بِالْكَلاَمِ، اَتْمَمْتَ عَلَىَّ سَوابغَ الإنْعَامِ، وَرَبَّيْتَنِي زَائِداً فِي كُلِّ عَام، حَتّى إذَا اكْتَمَلَتْ فِطْرَتِي، وَاعْتَدَلَتْ مِرَّتِي، اَوْجَبْتَ عَلَىَّ حُجَتَّكَ بِاَنْ اَلْهَمْتَنِي مَعْرِفَتَكَ، وَرَوَّعْتَنِي بِعَجَايِبِ حِكْمَتِكَ وَاَيْقَظْتَنِي لِمَا ذَرَاْتَ فِي سَمآئِكَ، وَاَرْضِكَ مِنْ بَدَائِعِ خَلْقِكَ، وَنَبَّهْتَنِي لِشُكْرِكَ، وَذِكْرِكَ، وَاَوجَبْتَ عَلَىَّ طَاعَتَكَ وَعِبَادَتَكَ، وَفَهَّمْتَنِي مَا جَاءَتْ بِهِ رُسُلُكَ، وَيَسَّرْتَ لِي تَقَبُّلَ مَرْضَاتِكَ، وَمَنْنْتَ عَلَىَّ فِي جَمِيعِ ذلِكَ بِعَونِكَ وَلُطْفِكَ. ثُمَّ اِذْ خَلَقْتَنِي مِنْ خَيْرِ الثَّرى، لَمْ تَرْضَ لِي يَا اِلهِي نِعْمَةً دُونَ اُخرى، وَرَزَقْتَنِي مِنْ اَنوَاعِ الْمَعَاشِ، وَصُنُوفِ الرِّيَاشِ بِمَنِّكَ الْعَظِيمِ الاَْعْظَمِ عَلَىَّ، وَاِحْسَانِكَ الْقَدِيمِ اِلَىَّ، حَتّى اِذَا اَتْمَمْتَ عَلَىَّ جَمِيعَ النِّعَمِ، وَصَرَفْتَ عَنِّي كُلَّ النِّقَمِ، لَمْ يَمْنَعْكَ جَهْلِي وَجُرْأَتِي عَلَيْكَ اَنْ دَلَلْتَنِي إلى مَا يُقَرِّبُنِي اِلَيْكَ، وَوفَّقْتَنِي لِمَا يُزْلِفُنِي لَدَيْكَ، فَاِنْ دَعْوَتُكَ اَجَبْتَنِي، وَاِنْ سَئَلْتُكَ اَعْطَيْتَنِي، وَاِنْ اَطَعْتُكَ شَكَرْتَنِي، وَاِنْ شَكَرْتُكَ زِدْتَنِي، كُلُّ ذلِكَ اِكْمَالٌ لاَِنْعُمِكَ عَلَىَّ، وَاِحْسَانِكَ اِلَىَّ، فَسُبْحَانَكَ سُبْحَانَكَ، مِنْ مُبْدِئ مُعِيد، حَمِيد مجِيد، تَقَدَّسَتْ اَسْمآؤُكَ، وَعَظُمَتْ آلاَؤُكَ، فَأَىُّ نِعَمِكَ يَا اِلهِي اُحْصِي عَدَداً أوْ ذِكْراً؟ أَمْ اَىُّ عَطَايَاكَ أَقُومُ بِهَا شُكْراً؟ وَهِىَ يَا رَبِّ اَكْثرُ مِنْ اَنْ يُحْصِيَهَا الْعآدّوُنَ، أَوْ يَبْلُغَ عِلْماً بِهَا الْحَافِظُونَ. ثُمَّ مَا صَرَفْتَ وَدَرَأْتَ عَنِّي اَللَّهُمَّ مِنَ الضُرِّ وَالضَّرّاءِ أَكْثَرْ مِمَّا ظَهَرَ لِي مِنَ الْعَافِيَةِ وَالسَّرّآءِ، وَاَنَا اَشْهَدُ يَا اِلهِي بِحَقِيقَةِ اِيمَانِي، وَعَقْدِ عَزَمَاتِ يَقِينِي، وَخَالِصِ صَرِيحِ تَوْحِيدِي، وَبَاطِنِ مَكْنُونِ ضَمِيرِي، وَعَلاَئِقِ مَجَارِي نُورِ بَصَرِي، وَاَسَارِيرِ صَفْحَةِ جَبِينِي، وَخُرْقِ مَسَارِبِ نَفْسِي، وَخَذَارِيفِ مَارِنِ عِرْنِينِي; وَمَسَارِبِ سِمَاخِ سَمْعِي، وَمَا ضُمَّتْ وَاَطبَقَتْ عَلَيْهِ شَفَتَاىَ، وَحَرَكَاتِ لَفظِ لِسَانِي، وَمَغْرَزِ حَنَكِ فَمِي وَفَكِّي، وَمَنَابِتِ اَضْرَاسِي، وَمَسَاغِ مَطْعَمِي وَمَشْرَبِي، وَحِمَالَةِ اُمِّ رَأْسِي، وَبُلُوغِ فَارِغِ حبَائِلِ عُنُقِي، وَمَا اشْتَمَلَ عَليْهِ تَامُورُ صَدرِي، وَحمَائِلِ حَبْلِ وَتِينِي، وَنِيَاطِ حِجَابِ قَلْبِي، وَأَفْلاَذِ حَواشِي كَبِدِي، وَمَا حَوَتْهُ شَراسِيفُ اَضْلاَعِي، وَحِقَاقُ مَفاصِلِي، وَقَبضُ عَوامِلِي، وَاَطرَافُ اَنَامِلِي وَلَحْمِي وَدَمِي، وَشَعْرِي وَبَشَرِي، وَعَصَبِي وَقَصَبِي، وَعِظَامِي وَمُخِّي وَعُرُوقِي، وَجَمِيعُ جَوارِحِي، وَمَا انْتَسَجَ عَلى ذلِكَ اَيَّامَ رَِضَاعِي، وَمَا اَقلَّتِ الاَْرْضُ مِنِّي، وَنَوْمِي وَيقَظَتِي وَسُكُونِي وَحرَكَاتِ رُكُوعِي وَسُجُودِي، اَنْ لَوْ حَاوَلْتُ وَاجْتَهَدْتُ مَدَى الاَْعصَارِ وَالاَْحْقَابِ لَوْ عُمِّرْتُهَا اَنْ أُؤَدِّىَ شُكْرَ وَاحِدَة مِنْ أَنْعُمِكَ مَا اسْتَطَعْتُ ذلِكَ اِلاَّ بِمَنِّكَ الْمُوجَبِ عَلَىَّ بِهِ شُكْرَكَ اَبَداً جَدِيداً، وَثَنآءً طَارِفاً عَتِيداً. اَجَلْ وَلوْ حَرَصْتُ اَنَا وَالْعآدُّونَ مِنْ اَنَامِكَ، أَنْ تُحْصِىَ مَدى اِنْعَامِكَ، سَالِفِهِ وَآنِفِهِ مَا حَصَرْنَاهُ عَدَداً، وَلاَ اَحْصَينَاهُ اَمَداً، هَيْهَاتَ أنّى ذلِكَ وَاَنْتَ الُْمخْبِرُ فِي كِتَابِكَ النَّاطِقِ، وَالنَّبَأِ الصَّادِقِ: ﴿وَاِنْ تَعُدُّوا نِعْمَةَ اللهِ لاَ تُحْصُوهَا﴾ صَدَقَ كِتَابُكَ اَللَّهُمَّ وَاِنْبآؤُكَ، وَبَلَّغَتْ اَنْبِيآؤُكَ وَرُسُلُكَ، مَا اَنْزَلْتَ عَلَيْهِمْ مِنْ وَحْيِكَ، وَشَرَعْتَ لَهُمْ وَبِهِمْ مِنْ دِينِكَ، غَيْرَ أَنِّي يَا اِلهِي اَشْهَدُ بِجَدِّي وَجُهْدِي، وَمَبْلَغِ طَاعَتِي وَوُسْعِي، وَأَقُولُ مُؤْمِناً مُوقِناً: اَلْحَمْدُ للهِ الَّذِي لَمْ يَتَّخِذْ وَلَداً فَيَكُونَُ مَوْرُوثاً، وَلَمْ يَكُنْ لَهُ شَرِيكٌ فِي مُلْكِهِ فَيُضآدَُّهُ فِيَما ابْتَدَعَ، وَلاَ وَلِىٌّ مِنَ الذُّلِّ فَيُرْفِدَهُ فيما صَنَعَ، فَسُبْحَانَهُ سُبْحَانَهُ، لَوْ كانَ فِيهِمَا آلِهَةٌ اِلاَّ اللهُ لَفَسَدَتَا وَتَفَطَّرَتَا، سُبْحَانَ اللهِ الْوَاحِدِ الاَْحَدِ الصَّمَدِ الَّذِي لَمْ يَلِدْ وَلَمْ يُولَدْ، وَلَمْ يَكُنْ لَهُ كُفُواً اَحَدٌ، اَلْحَمْدُ للهِ حَمْداً يُعَادِلُ حَمْدَ مَلاَئِكَتِهِ الْمُقَرَّبِينَ، وَاَنْبِيآئِهِ الْمُرْسَلِينَ، وَصَلَّى اللهُ عَلى خِيَرَتِهِ مِنْ خَلْقِهِ مُحَمَّد خَاتِمِ النَّبِيِّينَ، وَآلِهِ الطَّاهِرِينَ الْمُخلَصِينَ. اَللَّهُمَّ اجْعَلْنِي اَخْشَاكَ كَانِّي اَرَاكَ، وَاَسْعِدْنِي بِتَقويكَ، وَلاَ تُشْقِنِي بِمَعْصِيَتِكَ وَخِرْلِي فِي قَضآئِكَ وَبَارِكْ لِي فِي قَدَرِكَ، حَتّى لاَ أُحِبَّ تَعْجِيلَ مَا اَخَّرْتَ وَلاَ تَاْخِيرَ مَا عَجَّلْتَ. اَللَّهُمَّ اجْعَلْ غِنَاىَ فِي نَفْسِي، وَالْيَقِينَ فِي قَلْبِي، وَالاِْخْلاَصَ فِي عَمَلِي، وَالنُّورَ فِي بَصَرِي، وَالْبَصِيرَةَ فِي دينِي، وَمَتِّعْنِي بِجَوَارِحِي، وَاجْعَلْ سَمْعِي وَبَصَرىَ الْوَارِثَيْنِ مِنِّي، وَانْصُرْنِي عَلى مَنْ ظَلَمَنِي، وَاَرِنِي فِيهِ ثَاْرِي وَمَآرِبِي، وَاَقِرَّ بِذلِكَ عَيْنِي، اَللَّهُمَّ اكْشِفْ كُرْبَتِي وَاسْتُرْ عَوْرَتِي وَاْغْفِرْ لِي خَطِيئَتِي وَاخْسَأْ شَيْطَانِي، وَفُكَّ رِهَانِي، وَاْجَعْلْ لِي يَا اِلهِي الدَّرَجَةَ الْعُلْيَا فِى الاْخِرَةِ وَالاُْوْلى. اَللَّهُمَّ لَكَ الْحَمْدُ كَمَا خَلَقْتَنِي فَجَعَلْتَنِي سَمِيعاً بَصِيراً، وَلَكَ الْحَمْدُ كَمَا خَلَقْتَنِي فَجَعَلْتَنِي خَلْقاً سَوِيّاً رَحْمَةً بِي، وَقَدْ كُنْتَ عَنْ خَلْقِي غَنِيّاً. رَبِّ بِمَا بَرَأْتَنِْي فَعَدَّلْتَ فِطْرَتِي، رَبِّ بِمَا اَنَشَأْتَنِي فَاَحْسَنْتَ صُورَتِي، رَبِّ بِمَا اَحْسَنْتَ إلى وَفِي نَفْسِي عَافَيْتَنِي، رَبِّ بِمَا كَلاَْتَنِي وَوَفَّقْتَنِي، رَبِّ بِمَا اَنَعْمَتَ عَلَىَّ فَهَدَيْتَنِي، رَبِّ بِمَا اَوْلَيْتَنِي وَمِنْ كُلِّ خَيْر اَعْطَيْتَنِي، رَبِّ بِمَا اَطْعَمْتَنِي وَسَقَيْتَنِي، رَبِّ بِمَا اَغْنَيْتَنِي، وَاَقْنَيْتَنِي، رَبِّ بِمَا اَعَنْتَنِي وَاَعْزَرْتَنِي، رَبِّ بِمَا اَلْبَسْتَنِي مِنْ سِتْرِكَ الصَّافِي، وَيَسَّرْتَ لِي مِنْ صُنْعِكَ الْكافِي، صَلِّ عَلى مُحَمَّد وَآلِ مُحَمَّد، وَاَعِنِّي عَلى بَوَائِقِ الدُّهُورِ وَصُرُوفِ اللَّيَالِي وَالاَْيَّامِ، وَنَجِّنِي مِنْ اَهْوَالِ الدُّنْيَا وَكُرُبَاتِ الاْخِرَةِ، وَاكْفِنِي شَرَّ مَا يَعْمَلُ الظَّالِمُونَ فِى الاَْرْضِ. اَللَّهُمَّ مَا اَخَافُ فَاكْفِنِي، وَمَا اَحْذَرُ فَقِنِي، وَفِي نَفْسِي وَدِينِي فَاحْرُسْنِي، وَفِي سَفَرِي فَاحْفَظْنِي، وَفِي اَهْلِي وَمَالِي فَاخْلُفْنِي، وَفِي مَا رَزَقْتَنِي فَبَارِكْ لِي، وَفِي نَفْسِي فَذلِّلْنِي، وَفِي اَعْيُنِ النَّاسِ فَعَظِّمْنِي، وَمِنْ شَرِّ الْجِنِّ وَالاِْنْسِ فَسَلِّمْنِي، وَبِذُنُوبِي فَلاَ تَفْضَحْنِي، وَبِسَرِيرَتِي فَلاَ تُخْزِنِي، وَبِعَمَلِي فَلاَ تَبْتَِلْنِي، وَنِعَمَكَ فَلاَ تَسْلُبْنِي، وَاِلى غَيْرِكَ فَلاَ تَكِلْنِي. اِلهِي إلى مَنْ تَكِلُنِي؟ إلى قَريب فَيَقطَعُنِي، اَمْ إلى بَعيد فَيَتَجَهَّمُنِي، اَمْ إلى الْمُسْتَضْعَفِينَ لِي، وَاَنْتَ رَبِّي وَمَلِيكُ اَمْرِي، اَشْكُو اِلَيْكَ غُرْبَتِي وَبُعْدَ دَارِي، وَهَوَانِي عَلى مَنْ مَلَّكْتَهُ اَمْرِي، اِلهِي فَلاَ تُحْلِلْ عَلَىَّ غَضَبَكَ، فَاِنْ لَمْ تَكُنْ غَضِبْتَ عَلَىَّ فَلاَ اُبَالِي، سُبْحَانَكَ غَيْرَ اَنَّ عَافِيَتَكَ اَوْسَعُ لِي، فَاَسْئَلُكَ يَا رَبِّ بِنُورِ وَجْهِكَ الَّذِي اَشْرَقَتْ لَهُ الاَْرْضُ وَالسَّموَاتُ، وَكُشِفَتْ بِهِ الظُّلُمَاتُ، وَصَلَُحَ بِهِ اَمْرُ الاَْوَّلِينَ وَالاْخِرِينَ، اَنْ لاَ تُمِيتَنِي عَلى غَضَبِكَ وَلاَ تُنْزِلَْ بِي سَخَطَكَ، لَكَ الْعُتْبى لَكَ الْعُتْبى حَتّى تَرْضى قَبْلَ ذلِك، لاَ اِلهَ اِلاَّ اَنْتَ، رَبَّ الْبَلَدِ الْحَرَامِ، وَالْمَشْعَرِ الْحَرَامِ، وَالْبَيْتِ الْعَتِيقِ، الَّذِي اَحْلَلْتَهُ الْبَرَكَةَ، وَجَعَلْتَهُ لِلنَّاسِ اَمْنَاً. يَا مَنْ عَفى عَنْ عَظِيمِ الذُّنُوبِ بِحِلْمِهِ، يَا مَنْ اَسْبَغَ النَّعْمآءَ بِفَضْلِهِ، يَا مَنْ اَعْطَى الْجَزِيلَ بِكَرَمِهِ، يَا عُدَّتِي فِي شِدَّتِي، يَا صَاحِبِي فِي وَحْدَتِي، يَا غِيَاثِي فِي كُرْبَتِي، يَا وَلِيِّي فِي نِعْمَتِي، يَا اِلهِي وَاِلهَ آبَائِي اِبْرَاهِيمَ وَاِسْمَاعِيلَ وَاِسْحاقَ وَيَعْقُوبَ، وَرَبَّ جَبْرَئِيلَ وَمِيكَائِيلَ وَاِسْرَافِيلَ، وَربَّ مُحَمَّد خَاتَِمِ النَّبِيّيِينَ وَآلِهِ الْمُنْتَجَبِينَ، مُنْزِلَ التَّوريةِ وَالاِْنْجِيلَ وَالزَّبُورِ وَالْفُرْقَانِ، وَمُنَزِّلَ كهيعص، وَطه وَيس، وَالْقُرآنِ الْحَكِيمِ، اَنْتَ كَهْفِي حِينَ تُعِيينِى الْمَذَاهِبُ فِي سَعَتِهَا، وَتَضِيقُ بِىَ الاَْرْضُ بِرُحْبِهَا، وَلَوْلاَ رَحْمَتُكَ لَكُنْتُ مِنَ الْهَالِكِينَ، وَاَنْتَ مُقِيلُ عَثْرَتِي، وَلَوْلاَ سَتْرُكَ اِيَّاىَ لَكُنْتُ مِنَ الْمَفْضُوحِينَ، وَاَنْتَ مُؤَيِّدِي بِالنَّصْرِ عَلى اَعْدآئِي، وَلَوْلاَ نَصْرُكَ اِيَّاىَ لَكُنْتُ مِنَ الْمَغْلُوبِينَ. يَا مَنْ خَصَّ نَفْسَهُ بِالْسُّمُوِّ وَالرِّفْعَةِ، فَاَوْلِيآئُهُ بِعِزِّهِ يَعْتَزُّونَ، يَا مَنْ جَعَلَتْ لَهُ الْمُلُوكُ نِيرَ الْمَذَلَّةِ عَلى اَعْنَاقِهِمْ، فَهُمْ مِنْ سَطَواتِهِ خَائِفُونَ، يَعْلَمُ خَائِنَةَ الاَْعْيُنِ وَمَا تُخْفِى الصُّدُورُ، وَغَيْبَ مَا تَاْتِِي بِهِ الاَْزْمِنَةُ وَالدُّهُورُ، يَا مَنْ لاَ يَعْلَمُ كَيْفَ هُوَ اِلاَّ هُوَ، يَا مَنْ لاَ يَعْلَمُ مَا هُوَ اِلاَّ هُوَ، يَا مَنْ لاَ يَعْلَمُهُ اِلاَّ هُوَ، يَا مَنْ كَبَسَ الاَْرْضَ عَلَى الْمآءِ، وَسَدَّ الْهَوآءَ بِالسَّمآءِ، يَا مَنْ لَهُ اَكْرَمُ الاَْسْمآءِ، يَا ذَا الْمَعْرُوفِ الَّذِي لاَ يَنْقَطِعُ اَبَداً، يَا مُقَيِّضَ الرَّكْبِ لِيُوسُفَ فِى الْبَلَدِ الْقَفْرِ، وَمُخْرِجَهُ مِنَ الْجُبِّ وَجَاعِلَهُ بَعْدَ الْعُبودِيَّةِ مَلِكاً، يَا رآدَّهُ عَلى يَعْقُوبَ بَعْدَ اَنِ ابْيَضَّتْ عَيْنَاهُ مِنَ الْحُزْنِ فَهُوَ كَظِيمٌ. يَا كَاشِفَ الضُّرِّ وَالْبَلْوى عَنْ اَيُّوبَ، وَمُمْسِكَ يَدَىْ اِبْراهِيمَ عَنْ ذَبْحِ ابْنِهِ بَعْدَ كِبَرِ سِنِّهِ، وَفَنآءِ عُمُرِهِ، يَا مَنِ اسْتَجَابَ لِزَكَرِيّا فَوَهَبَ لَهُ يَحْيى، وَلَمْ يَدَعْهُ فَرْداً وَحِيداً، يَا مَنْ اَخْرَجَ يُونُسَ مِنْ بَطْنِ الْحُوتِ، يَا مَنْ فَلَقَ الْبَحْرَ لِبَنِي اِسْرآئِيلَ فَاَنْجَاهُمْ، وَجَعَلَ فِرْعَوْنَ وَجُنُودَهُ مِنَ الْمُغْرَقِينَ، يَا مَنْ اَرْسَلَ الرِّيَاحَ مُبَشِّرَات بَيْنَ يَدَىْ رَحْمَتِهِ، يَا مَنْ لَمْ يَعْجَلْ عَلى مَنْ عَصَاهُ مِنْ خَلْقِهِ، يَا مَنِ اسْتَنْقَذَ السَّحَرَةَ مِنْ بَعْدِ طُولِ الْجُحُودِ، وَقَدْ غَدَوْا فِي نِعْمَتِهِ، يَاْكُلُونَ رِزْقَهُ، وَيَعْبُدُونَ غَيْرَهُ، وَقَدْ حَادُّوهُ وَنَادُّوهُ وَكَذَّبُوا رُسُلَهُ. يَا اَللهُ يَا اَللهُ، يَا بَدىُ يَا بَدِيعُ، لاَ نِدَّلَكَ، يَا دآئِماً لاَ نَفَادَ لَكَ، يَا حَيّاً حِينَ لاَ حَىَّ، يَا مُحْيِىَ الْمَوْتى، يَا مَنْ هُوَ قآئِمٌ عَلى كُلِّ نَفْس بِمَا كَسَبَتْ، يَا مَنْ قَلَّ لَهُ شُكْرِي فَلَمْ يَحْرِمْنِي، وَعَظُمَتْ خَطِيئَتِي فَلَمْ يَفَضَحْنِي، وَرَآنِي عَلَى الْمَعَاصِي فَلَمْ يَشْهَرْنِي، يَا مَنْ حَفِظَنِي فِي صِغَرِي، يَا مَنْ رَزَقَنِي فِي كِبَرِي، يَا مَنْ اَيَاديهِ عِنْدِي لاَ تُحْصى، وَنِعَمُهُ لاَ تُجَازى، يَا مَنْ عَارَضَنِي بِالْخَيْرِ والاِْحْسَانِ وَعَارَضْتُهُ بِالاِْسَائَةِ وَالْعِصْيَانِ، يَا مَنْ هَدَانِي لِلاِْيمَانِ مِنْ قَبْلِ اَنْ اَعْرِفَ شُكْرَ الاِْمْتِنَانِ، يَا مَنْ دَعَوْتُهُ مَرِيضاً فَشَفَانِي، وَعُرْيَاناً فَكَسَانِي، وَجَائِعاً فَاَشْبَعَنِي، وَعَطْشَاناً فَاَرْوَانِي، وَذَلِيلاً فَاَعَزَّنِي، وَجَاهِلاً فَعَرَّفَنِي، وَوَحِيداً فَكَثَّرَنِي، وَغَائِباً فَرَدَّنِي، وَمُقِلاًّ فَاَغْنَانِي، وَمُنْتَصِراً فَنَصَرَنِي، وَغَنِيّاً فَلَمْ يَسْلُبْنِي، وَاَمْسَكْتُ عَنْ جَمِيعِ ذلِكَ فَابْتَدَاَنِي. فَلَكَ الْحَمْدُ وَالشُّكْرُ، يَا مَنْ اَقَالَ عَثْرَتِي، وَنَفَّسَ كُرْبَتِي، وَاَجَابَ دَعْوَتِي، وَسَتَرَ عَوْرَتِي، وَغَفَرَ ذُنُوبِي، وَبَلَّغَنِي طَلِبَتِي، وَنَصَرَنِي عَلى عَدُوِّي، وَاِنْ اَعُدَّ نِعَمَكَ وَمِنَنَكَ وَكَرَائِمَ مِنَحِكَ لاَ اُحْصِيهَا. يَا مَوْلاَيَ اَنْتَ الَّذِي مَنْنْتَ، اَنْتَ الَّذِي اَنْعَمْتَ، اَنْتَ الَّذِي اَحْسَنْتَ، اَنْتَ الَّذِي اَجْمَلْتَ، اَنْتَ الَّذِي اَفْضَلْتَ، اَنْتَ الَّذِي اَكْمَلْتَ، اَنْتَ الَّذِي رَزَقْتَ، اَنْتَ الَّذِي وَفَّقْتَ، اَنْتَ الَّذِي اَعْطَيْتَ، اَنْتَ الَّذِي اَغْنَيْتَ، اَنْتَ الَّذِي اَقْنَيْتَ، اَنْتَ الَّذِي آوَيْتَ، اَنْتَ الَّذِي كَفَيْتَ، اَنْتَ الَّذِي هَدَيْتَ، اَنْتَ الَّذِي عَصَمْتَ، اَنْتَ الَّذِي سَتَرْتَ، اَنْتَ الَّذِي غَفَرْتَ، اَنْتَ الَّذِي اَقَلْتَ، اَنْتَ الَّذِي مَكَّنْتَ، اَنْتَ الَّذِي اَعْزَزْتَ، اَنْتَ الَّذِي اَعْنْتَ، اَنْتَ الَّذِي عَضَدْتَ، اَنْتَ الَّذِي اَيَّدْتَ، اَنْتَ الَّذِي نَصَرْتَ، اَنْتَ الَّذِي شَفَيْتَ، اَنْتَ الَّذِي عَافَيْتَ، اَنْتَ الَّذِي اَكْرَمْتَ، تَبَارَكْتَ وَتَعَالَيْتَ، فَلَكَ الْحَمْدُ دآئِماً، وَلَكَ الشُّكْرُ وَاصِباً اَبَداً، ثُمَّ اَنَا يَا اِلهَِي الْمُعَتَرِفُ بِذُنُوبِي فَاغْفِرْهَا لِي. اَنَا الَّذِي اَسَاْتُ، اَنَا الَّذِي اَخْطَاْتُ، اَنَا الَّذِي هَمَمْتُ، اَنَا الَّذِي جَهِلْتُ، اَنَا الَّذِي غَفَلْتُ، اَنَا الَّذِي سَهَوْتُ، اَنَا الَّذِى اعْتَمَدْتُ، اَنَا الَّذِي تَعَمَّدْتُ، اَنَا الَّذِي وَعَدْتُ، وَاَنَا الَّذِي اَخْلَفْتُ، اَنَا الَّذِي نَكَثْتُ، اَنَا الَّذِي اَقْرَرْتُ، اَنَا الَّذِى اعْتَرَفْتُ بِنِعْمَتِكَ عَلَىَّ وَعِنْدِي، وَاَبُوءُ بِذُنُوبِي فَاغْفِرْها لِي. يَا مَنْ لاَ تَضُرُّهُ ذُنُوبُ عِبَادِهِ، وهُوَ الَغَنِىُّ عَنْ طَاعَتِهِمْ، وَالْمُوَفِّقُ مَنْ عَمِلَ صَالِحاً مِنْهُمْ بِمَعُونَتِهِ وَرَحْمَتِه، فَلَكَ الْحَمْدُ اِلهِي وَسيِّدِي، اِلهِي اَمَرْتَنِي فَعَصَيْتُكَ، وَنَهَيْتَنِي فَارْتَكَبْتُ نَهْيَكَ، فَاَصْبَحْتُ لاَ ذَا بَرآءَة لِي فَاَعْتَذِرُ، وَلاَ ذَا قُوَّة فَاَنْتَصِرَُ، فَبِأَىِّ شَيء اَسْتَقْبِلُكَ يَا مَوْلاَىَ؟ اَبِسَمْعِي اَمْ بِبَصَرِي، اْم بِلِسَانِي، اَمْ بِيَدِي، اَمْ بِرِجْلِي، اَلَيْسَ كُلُّهَا نِعَمَكَ عِندِي، وَبِكُلِّها عَصَيْتُكَ يَا مَوْلاَىَ، فَلَكَ الْحُجَّةُ وَالسَّبِيلُ عَلىَّ. يَا مَنْ سَتَرَنِي مِنَ الاْبَاءِ وَالاُْمَّهَاتِ اَنْ يَزجُرُونِي، وَمِنَ الْعَشَائِرِ وَالاِْخْوَانِ اَنْ يُعَيِّرُونِي، وَمِنَ السَّلاَطِينِ اَنْ يُعَاقِبُونِي، وَلَوِ اطَّلَعُوا يَا مَوْلاَىَ عَلى مَا اطَّلَعْتَ عَلَيْهِ مِنِّي اِذاً مَا اَنْظَرُونِي، وَلَرَفَضُونِي وَقَطَعُونِي، فَهَا اَنَا ذَا يَا اِلهِي بَيْنَ يَدَيْكَ يَا سَيِّدِي خَاضِعٌ ذَلِيلٌ، حَصِيرٌ حَقِيرٌ، لاَ ذُو بَرآئَة فَاَعْتَذِرَُ، وَلاَ ذُو قُوَّة فَاَنْتَصِرَُ، وَلاَ حُجَّة فَاَحْتَجَُّ بِهَا وَلاَ قَائِلٌ لَمْ اَجْتَرِحْ وَلَمْ اَعْمَلْ سُوءً، وَمَا عَسَى الْجُحُودُ وَلَوْ جَحَدْتُ يَا مَوْلاَىَ يَنْفَعُنِي، كَيْفَ وَاَنّى ذلِكَ، وَجَوَارِحِي كُلُّهَا شَاهِدَةٌ عَلَىَّ بِمَا قَدْ عَمِلَتُ، وَعَلِمْتُ يَقِيناً غَيْرَ ذِي شَكٍّ اَنَّكَ سآئِلِي مِنْ عَظَائِمِ الاُْمُورِ، وَاَنَّكَ الْحَكَمُ الْعَدْلُ الَّذِي لاَ تَجُورُ، وَعَدْلُكَ مُهْلِكِي، وَمِنْ كُلِّ عَدْلِكَ مَهْرَبِي، فَاِنْ تُعَذِّبْنِي يَا اِلهِي فَبِذُنُوبِي بَعْدَ حُجَّتِكَ عَلَىَّ، وَاِنْ تَعْفُ عَنِّي فَبِحِلْمِكَ وَجُودِكَ وَكَرَمِكَ. لاَ اِلهَ اِلاَّ اَنْتَ سُبْحَانَكَ اِنِّي كُنْتُ مِنَ الظَّالِمِينَ، لاَ اِلهَ اِلاَّ اَنْتَ سُبْحَانَكَ اِنِّي كُنْتُ مِنَ الْمُسْتَغْفِرِينَ، لاَ اِلهَ اِلاَّ اَنْتَ سُبْحَانَكَ اِنِّي كُنْتُ مِنَ الْمُوَحِّدِينَ، لاَ اِلهَ اِلاَّ اَنْتَ سُبْحَانَكَ اِنِّي كُنْتُ مِنَ الْخَائِفِينَ، لاَ اِلهَ اِلاَّ اَنْتَ سُبْحَانَكَ اِنِّي كُنْتُ مِنَ الْوَجِلِينَ، لاَ اِلهَ اِلاَّ اَنْتَ سُبْحَانَكَ اِنِّي كُنْتُ مِنَ الَّراجِينَ، لاَ اِلهَ اِلاَّ اَنْتَ سُبْحَانَكَ اِنِّي كُنْتُ مِنَ الرَّاغِبِينَ، لاَ اِلهَ اِلاَّ اَنْتَ سُبْحَانَكَ اِنِّي كُنْتُ مِنَ الْمُهَلِّلِينَ، لاَ اِلهَ اِلاَّ اَنْتَ سُبْحَانَكَ اِنِّي كُنْتُ مِنَ السَّائِلِينَ، لاَ اِلهَ اِلاَّ اَنْتَ سُبْحَانَكَ اِنِّي كُنْتُ مِنَ الْمُسَبِّحِينَ، لاَ اِلهَ اِلاَّ اَنْتَ سُبْحَانَكَ اِنِّي كُنْتُ مِنَ الْمُكَبِّرِينَ، لاَ اِلهَ اِلاَّ اَنْتَ سُبْحَانَكَ رَبِّي وَرَبُّ آبَائِىَ الاَْوَّلِينَ. اَللَّهُمَّ هذا ثَنَائِي عَلَيْكَ مُمَجِّداً، وَاِخْلاَصِي بِذِكْرِكَ مُوَحِّداً، وَاِقْرَارِي بِآلاَئكَ مَعَدِّداً، وَاِنْ كُنْتُ مُقِرّاً اَنِّي لَمْ اُحْصِهَا، لِكَثْرَتِهَا وَسُبوغِهَا، وَتَظَاهُرِهَا وَتَقَادُمِهَا إلى حادِث، مَا لَمْ تَزَلْ تَتَعَهَّدُنِي بِهِ مَعَهَا مُنْذُ خَلَقْتَنِي وَبَرَاْتَنِي مِنْ اَوَّلِ الْعُمْرِ مِنَ الاِْغْنآءِ مِنَ الْفَقْرِ، وَكَشْفِ الضُّرِّ، وَتَسْبِِيبِ الْيُسْرِ، وَدَفْعِ الْعُسْرِ، وَتَفرِيجِ الْكَرْبِ، وَالْعَافِيَةِ فِى الْبَدَنِ، وَالسَّلاَمَةِ فِى الدِّينِ، وَلَوْ رَفَدَنِي عَلى قَدْرِ ذِكْرِ نِعْمَتِكَ جَمِيعُ الْعَالَمِينَ مِنَ الاَْوَّلِينَ وَالاْخِرِينَ مَا قَدَرْتُ وَلاَهُمْ عَلى ذلِكَ، تَقَدَّسْتَ وَتَعَالَيْتَ مِنْ رَبٍّ كَرِيم، عَظِيم رَحِيم، لاَ تُحْصى آلاَؤُكَ، وَلاَ يُبْلَغُ ثَنآؤُكَ، وَلاَ تُكَافى نَعْمآؤُكَ، فَصَلِّ عَلى مُحَمَّد وَآلِ مُحَمَّد، وَاَتْمِمْ عَلَيْنَا نِعَمَكَ، وَاَسْعِدْنَا بِطَاعَتِكَ، سُبْحَانَكَ لاَ اِلهَ اِلاَّ اَنْتَ. اَللَّهُمَّ اِنَّكَ تُجِيبُ الْمُضْطَرَّ، وَتَكْشِفُ السُّوءَ، وَتُغِيثُ الْمَكْرُوبَ، وَتَشْفِى السَّقِيمَ، وَتُغْنِى الْفَقِيرَ، وَتَجْبُرُ الْكَسِيرَ، وَتَرْحَمُ الصَّغِيرَ، وَتُعِينُ الْكَبِيرَ، وَلَيْسَ دُونَكَ ظَهِيرٌ، وَلاَ فَوْقَكَ قَدِيرٌ، وَانْتَ الْعَلِىُّ الْكَبِيرُ، يَا مُطْلِقَ الْمُكَبِّلِ الاَْسِيرِ، يَا رَازِقَ الطِّفْلِ الصَّغِيرِ، يَا عِصْمَةَ الْخآئِفِ الْمُسْتَجِيرِ، يَا مَنْ لاَ شَرِيكَ لَهُ وَلاَ وَزِيرَ، صَلِّ عَلى مُحَمَّد وَآلِ مُحَمَّد، وَاَعْطِنِي فِي هذِهِ الْعَشِيَّةِ، اَفْضَلَ مَا اَعْطَيْتَ وَاَنَلْتَ اَحَداً مِنْ عِبَادِكَ، مِنْ نِعْمَة تُولِيهَا، وَآلآء تُجَدِّدُهَا، وَبَلِيَّة تَصْرِفُهَا، وَكُرْبَة تَكْشِفُهَا، وَدَعْوَة تَسْمَعُهَا، وَحَسَنَة تَتَقَبَّلُهَا، وَسَيِّئَة تَتَغَمَّدُهَا، اِنَّكَ لَطِيفٌ بِمَا تَشَاءُ خَبِيرٌ، وَعَلى كُلِّ شَيء قَدِيرٌ. اَللَّهُمَّ اِنَّكَ اَقْرَبُ مَنْ دُعِىَ، وَاَسْرَعُ مَنْ اَجَابَ، وَاَكْرَمُ مَنْ عَفى، وَاَوْسَعُ مَنْ اَعْطى، وَاَسْمَعُ مَنْ سُئِلَ، يَا رَحمنَ الدُّنْيَا والاْخِرَةِ وَرحِيمَهُمَا، لَيْسَ كَمِثْلِكَ مَسْئُولٌ، وَلاَ سِوَاكَ مَاْمُولٌ، دَعَوْتُكَ فَاَجَبْتَنِي، وَسَئَلْتُكَ فَاَعْطَيْتَنِي، وَرَغِبْتُ اِلَيْكَ فَرَحِمْتَنِي، وَوَثِقْتُ بِكَ فَنَجَّيْتَنِي، وَفَزِعْتُ اِلَيْكَ فَكَفَيْتَنِي، اَللَّهُمَّ فَصَلِّ عَلى مُحَمَّد عَبْدِكَ وَرَسُولِكَ وَنَبِيِّكَ، وَعَلى آلِهِ الطَّيِّبِينَ الطَّاهِرِينَ اَجْمَعِينَ، وَتَمِّمْ لَنَا نَعْمآئَكَ، وَهَنِّئْنَا عَطآئَكَ، وَاكْتُبْنَا لَكَ شَاكِرِينَ، وَلاِلاَئِكَ ذَاكِرِينَ، آمِينَ آمِينَ رَبَّ الْعَالَمِينَ. اَللَّهُمَّ يَا مَنْ مَلَكَ فَقَدَرَ، وَقَدَرَ فَقَهَرَ، وَعُصِىَ فَسَتَرَ، وَاسْتُغْفِرَ فَغَفَرَ، يَا غَايَةَ الطَّالِبِينَ الرَّاغِبِينَ، وَمُنْتَهى اَمَلِ الرَّاجِينَ، يَا مَنْ اَحَاطَ بِكُلِّ شَيء عِلْماً، وَوَسِعَ الْمُسْتَقِيلِينَ رَاْفَةً وَحِلْماً. اَللَّهُمَّ اِنَّا نَتَوَجَّهُ اِلَيْكَ فِي هذِهِ الْعَشِيَّةِ الَّتِي شَرَّفْتَهَا وَعَظَّمْتَهَا بِمُحَمَّد نَبِيِّكَ وَرَسُولِكَ، وَخِيَرَتِكَ مِنْ خَلْقِكَ، وَاَمِينِكَ عَلى وَحْيِكَ، الْبَشِيرِ النَّذِيرِ، السِّرَاجِ الْمُنِيرِ، الَّذِي اَنْعَمْتَ بِهِ عَلَى الْمُسْلِمِينَ، وَجَعَلْتَهُ رَحْمَةً لِلْعَالَمِينَ، اَللَّهُمَّ فَصَلِّ عَلى مُحَمَّد وَآلِ مُحَمَّد، كَمَا مُحَمَّدٌ اَهْلٌ لِذلِكَ مِنْكَ، يَا عَظِيمُ فَصَلِّ عَلَيْهِ وَعَلى آلِهِ، الْمُنْتَجَبِينَ الطَّيِّبِينَ، الطَّاهِرِينَ اَجْمَعِينَ، وَتَغَمَّدْنَا بِعَفْوِكَ عَنَّا، فَاِلَيْكَ عَجَّتِ الاَْصْوَاتُ بِصُنُوفِ اللُّغاتِ، فَاجْعَلْ لَنَا اَللَّهُمَّ فِي هذِهِ الْعَشِيَّةِ نَصِيباً مِنْ كُلِّ خَيْر تَقْسِمُهُ بَيْنَ عِبَادِكَ، وَنُور تَهْدِي بِهِ، وَرَحْمَة تَنْشُرُهَا، وَبَرَكَة تُنْزِلُهَا، وَعَافِيَة تُجَلِّلُهَا، وَرِزْق تَبْسُطُهُ، يَا اَرْحَمَ الرَّاحِمِينَ. اَللَّهُمَّ اقْلِبْنَا فِي هذَا الْوَقْتِ مُنْجِحِينَ مُفْلِحِينَ مَبْرُورِينَ غَانِمِينَ، وَلاَ تَجْعَلْنَا مِنَ الْقَانِطِينَ، وَلاَ تُخْلِنَا مِنْ رَحْمَتِكَ، وَلاَ تَحْرِمْنَا مَا نُؤَمِّلُهُ مِنْ فَضْلِكَ، وَلاَ تَجْعَلْنَا مِنْ رَحْمَتِكَ مَحْرُومِينَ، وَلاَ لِفَضْلِ مَا نُؤَمِّلْهُ مِنْ عَطآئِكَ قَانِطِينَ وَلاَ تَرُدَّنَا خَائِبِينَ وَلاَ مِنْ بَابِكَ مَطْرُودِينَ، يَا اَجْوَدَ الأَجْوَدِينَ، وَاَكْرَمَ الاَْكْرَمِينَ، اِلَيْكَ اَقْبَلْنَا مُوقِنِينَ، وَلِبَيْتِكَ الْحَرَامِ آمِّينَ قَاصِدِينَ، فَاَعِنَّا عَلى مَنَاسِكِنَا، وَاَكْمِلْ لَنَا حَجَّنَا، وَاْعْفُ عَنَّا وَعَافِنَا، فَقَدْ مَدَدْنَا اِلَيْكَ اَيْدِينَا فَهِىَ بِذِلَّةِ الاِْعْتِرافِ مَوْسُومَةٌ. اَللَّهُمَّ فَاَعْطِنَا فِي هذِهِ الْعَشِيَّةِ مَا سَئَلْنَاكَ، وَاكْفِنَا مَا اسْتَكْفَيْنَاكَ، فَلاَ كافِىَ لَنَا سِوَاكَ، وَلاَ رَبَّ لَنَا غَيْرُكَ، نَافِذٌ فِينَا حُكْمُكَ، مُحِيطٌ بِنَا عِلْمُكَ، عَدْلٌ فِينَا قَضآؤُكَ، اِقْضِ لَنَا الْخَيْرَ، وَاجْعَلْنَا مِنْ اَهْلِ الْخَيْرِ، اَللَّهُمَّ اَوْجِبْ لَنَا بِجُودِكَ عَظِيمَ الاَْجْرِ، وَكَرِيمَ الذُّخْرِ، وَدَوَامَ الْيُسْرِ، وَاغْفِرْ لَنَا ذُنُوبَنَا اَجْمَعِينَ، وَلاَ تُهْلِكْنَا مَعَ الْهَالِكِينَ، وَلاَ تَصْرِفْ عَنَّا رَاْفَتَكَ وَرَحْمَتَك يَا اَرْحَمَ الرَّاحِمِينَ، اَللَّهُمَّ اجْعَلْنَا فِي هذَا الْوَقْتِ مِمَّنْ سَاَلَكَ فَاَعْطَيْتَهُ، وَشَكَرَكَ فَزِدْتَهُ، وَتَابَ اِلَيْكَ فَقَبِلْتَهُ وَتَنَصَّلَ اِلَيْكَ مِنْ ذُنُوبِهِ كُلِّهَا فَغَفَرْتَهَا لَهُ يَا ذَالْجَلاَلِ وَالاِْكْرَامِ. اَللَّهُمَّ وَنَقِّنَا وَسَدِّدْنَا واقْبَلْ تَضَرُّعَنَا يَا خَيْرَ مَنْ سُئِلَ، وَيَا اَرْحَمَ مَنِ اسْتُرْحِمَ، يَا مَنْ لاَ يَخْفى عَلَيْهِ اِغْمَاضُ الْجُفُونِ، ولاَ لَحْظُ الْعُيُونِ، وَلاَ مَا اسْتَقَرَّ فِى الْمَكْنُونِ، وَلاَ مَا انْطَوَتْ عَلَيْهِ مُضْمَرَاتُ الْقُلُوبِ، اَلاَ كُلُّ ذلِكَ قَدْ اَحْصَاهُ عِلْمُكَ، وَوَسِعَهُ حِلْمُكَ، سُبْحَانَكَ وَتَعَالَيْتَ عَمَّا يَقُولُ الظَّالِمُونَ عُلُوّاً كَبِيراً، تُسَبِّحُ لَكَ السَّموَاتُ السَّبْعُ، وَالاَْرَضُونَ وَمَنْ فِيهِنَّ، وَاِنْ مِنْ شَيء اِلاَّ يُسَبِّحُ بِحَمْدِكَ، فَلَكَ الْحَمْدُ وَالْمَجْدُ، وَعُلُوُّ الْجَدِّ، يَا ذَالْجَلاَلِ وَالاِْكْرَامِ، وَالْفَضْلِ وَالاِْنْعَامِ، وَالاَْيَادِى الْجِسَامِ، وَاَنْتَ الْجَوَادُ الْكَرِيمُ، الرَّؤُوفُ الرَّحِيمُ، اَللَّهُمَّ اَوْسِعْ عَلَىَّ مِنْ رِزْقِكَ الْحَلاَلِ، وَعَافِنِي فِي بَدَنِي وَدِينِي، وَآمِنْ خَوْفِي، وَاعْتِقْ رَقَبَتِي مِنَ النَّارِ، اَللَّهُمَّ لاَ تَمْكُرْ بِي، وَلاَ تَسْتَدْرِجُنِي، وَلاَ تَخْدَعْنِي، وَادْرَءْ عَنِّي شَرَّ فَسَقَةِ الْجِنِّ وَالاِْنْسِ. يَا اَسْمَعَ السَّامِعِينَ، يَا اَبْصَرَ النَّاظِرِينَ، وَيَا اَسْرَعَ الْحَاسِبِينَ، وَيَا اَرْحَمَ الرَّاحِمِينَ، صَلِّ عَلى مُحَمَّد وَآلِ مُحَمَّد، السَّادَةِ الْمَيَامِينَ، وَاَسْئَلُكَ اَللَّهُمَّ حَاجَتِى الَّتِي اِنْ اَعْطَيْتَنِيهَا لَمْ يَضُرَّنِي مَا مَنَعْتَنِي، وَاِنْ مَنَعْتَنِيهَا لَمْ يَنْفَعْنِي مَا اَعْطَيْتَنِي، اَسْئَلُكَ فَكَاكَ رَقَبَتِي مِنَ النَّارِ، لاَ اِلهَ اِلاَّ اَنْتَ، وَحْدَكَ لاَ شَرِيكَ لَكَ، لَكَ الْمُلْكُ، وَلَكَ الْحَمْدُ، وَاَنْتَ عَلى كُلِّ شَيء قَدِيرٌ، يَا رَبِّ يا رَبِّ. اِلهِي اَنَا الْفَقِيرُ فِي غِنَاىَ فَكَيْفَ لاَ اَكُونُ فَقِيراً فِي فَقْرِي، اِلهِي اَنَا الْجَاهِلُ فِي عِلْمِي فَكَيْفَ لاَ اَكُونُ جَهُولاً فِي جَهْلِي، اِلهِي اِنَّ اخْتِلافَ تَدْبِيرِكَ، وَسُرْعَةَ طَوآءِ مَقَادِيرِكَ، مَنَعَا عِبَادَكَ الْعَارِفِينَ بِكَ عَنْ السُّكُونِ إلى عَطاء، وَالْيأْسِ مِنْكَ فِي بَلاَء، اِلهِي مِنِّي مَا يَلِيقُ بِلُؤُمِي وَمِنْكَ مَا يَلِيقُ بِكَرَمِكَ، اِلهِي وَصَفْتَ نَفْسَكَ بِاللُّطْفِ وَالرَّأْفَةِ لِي قَبْلَ وُجُودِ ضَعْفِي، اَفَتَمْنَعُنِي مِنْهُمَا بَعْدَ وُجُودِ ضَعْفِي، اِلهِي اِنْ ظَهَرَتِ الْمَحَاسِنُ مِنِّي فَبِفَضْلِكَ، وَلَكَ الْمِنَّةُ عَلَىَّ، وَاِنْ ظَهَرَتِ الْمَسَاوِي مِنِّي فَبِعَدْلِكَ، وَلَكَ الْحُجَّةُ عَلَيَّ، اِلهِي كَيْفَ تَكِلُنِي وَقَدْ تَكَفَّلْتَ لِي، وَكَيْفَ اُضَامُ وَاَنْتَ النَّاصِرُ لِي، اَمْ كَيْفَ اَخِيبُ وَاَنْتَ الْحَفِىُّ بِي، هَا اَنَا اَتَوَسَّلُ اِلَيْكَ بِفَقْرِي اِلَيْكَ، وَكَيْفَ اَتَوَسَّلُ اِلَيْكَ بِمَا هُوَ مَحَالٌ اَنْ يَصِلَ اِلَيْكَ، اَمْ كَيْفَ اَشْكُو اِلَيْكَ حَالِي وَهُوَ لاَ يَخْفى عَلَيْكَ، اَمْ كَيْفَ اُتَرْجِمُ بِمَقَالِي وَهُوَ مِنَكَ بَرَزٌ اِلَيْكَ، اَمْ كَيْفَ تُخَيِّبُ آمَالِي وَهِىَ قَدْ وَفَدَتْ اِلَيْكَ، اَمْ كَيْفَ لاَ تُحْسِنُ اَحْوَالِي وَبِكَ قَامَتْ. اِلهِي مَا اَلْطَفَكَ بِي مَعَ عَظِيمِ جَهْلِي، وَمَا اَرْحَمَكَ بِي مَعَ قَبِيحِ فِعْلِي، اِلهِي مَا اَقْرَبَكَ مِنِّي وَاَبْعَدَنِي عَنْكَ، وَمَا اَرْاَفَكَ بِي، فَمَا الَّذِي يَحْجُبُنِي عَنْكَ، اِلهِي عَلِمْتُ بِاِخْتِلاَفِ الاْثَارِ، وَتَنقُّلاَتِ الاَْطْوَارِ، اَنَّ مُرَادَكَ مِنِّي اَنْ تَتَعَرَّفَ إلى فِي كُلِّ شَيء، حَتّى لاَ اَجْهَلَكَ فِي شَيء، اِلهِي كُلَّمَا اَخْرَسَنِي لُؤْمِي اَنْطَقَنِي كَرَمُكَ، وَكُلَّمَا آيَسَتْنِي اَوْصَافِي اَطْمَعَتْنِي مِنَنُكَ، اِلهِي مَنْ كَانَتْ مَحَاسِنُهُ مَسَاوِىَ، فَكَيْفَ لاَ تَكُونُ مُسَاوِيهِ مَسَاوِىَ، وَمَنْ كَانَتْ حَقَايِقُهُ دَعَاوِىَ، فَكَيْفَ لاَ تَكُونُ دَعَاوِيَهِ دَعَاوِىَ، اِلهِي حُكْمُكَ النَّافِذُ، وَمَشِيَّتُكَ الْقَاهِرَةُ لَمْ يَتْرُكَا لِذِي مَقَال مَقَالاً، وَلاَ لِذِي حَال حَالاً. اِلهِي كَمْ مِنْ طَاعَة بَنَيْتُهَا، وَحالَة شَيَّدْتُهَا، هَدَمَ اِعْتِمادِي عَلَيْهَا عَدْلُكَ، بَلْ اَقَالَنِي مِنْهَا فَضْلُكَ، اِلهِي اِنَّكَ تَعْلَمُ اَنِّي وَاِنْ لَمْ تَدُمِ الطَّاعَةُ مِنِّي فِعْلاً جَزْماً فَقَدْ دَامَتْ مَحَبَّةً وَعَزْماً، اِلهِي كَيْفَ اَعْزِمُ وَاَنْتَ الْقَاهِرُ، وَكَيْفَ لاَ اَعْزِمُ وَاَنْتَ الاْمِرُ، اِلهِي تَرَدُّدِي فِى الاْثَارِ يُوجِبُ بُعْدَ الْمَزَارِ، فَاجْمَعْنِي عَلَيْكَ بِخِدْمَة تُوصِلُنِي اِلَيْكَ، كَيْفَ يُسْتَدَلُّ عَلَيْكَ بِمَا هُوَ فِي وُجُودِهِ مُفْتَقِرٌ اِلَيْكَ، اَيَكُونُ لِغَيْرِكَ مِنَ الظُّهُورِ مَا لَيْسَ لَكَ، حَتّى يَكُونَ هُوَ الْمُظْهِرَ لَكَ، مَتى غِبْتَ حَتّى تَحْتَاجَ إلى دَلِيل يَدُلُّ عَليْكَ، وَمَتى بَعُدْتَ حَتّى تَكُونَ الاْثَارُ هِىَ الَّتِي تُوصِلُ اِلَيْكَ، عَمِيَتْ عَيْنٌ لاَ تَرَاكَ عَلَيْهَا رَقِيباً، وَخَسِرَتْ صَفْقَةُ عَبْد لَمْ تَجْعَلْ لَهُ مِنْ حُبِّكَ نَصِيباً، اِلهِي اَمَرْتَ بِالرُّجُوعِ إلى الاْثَارِ فَاَرْجِعْنِي اِلَيْكَ بِكِسْوَةِ الاَْنْوَارِ، وَهِدَايَةِ الاِْسْتِبصَارِ، حَتّى اَرْجَعَ اِلَيْكَ مِنْهَا كَمَا دَخَلْتُ اِلَيْكَ مِنْهَا، مَصُونَ السِّرِّ عَنِ النَّظَرِ اِلَيْهَا، وَمَرْفُوعَ الْهِمَّةِ عَنِ الاِْعْتِمادِ عَلَيْهَا، اِنَّكَ عَلى كُلِّ شَيء قَدِيرٌ. اِلهِي هذَا ذُلِّي ظَاهِرٌ بَيْنَ يَدَيْكَ، وَهذَا حَالِي لاَ يَخْفى عَلَيْكَ، مِنْكَ اَطْلُبُ الْوُصُولُ اِلَيْكَ، وِبَكَ اَسْتَدِلُّ عَلَيْكَ، فَاهْدِنِي بِنُورِكَ اِلَيْكَ، وَاَقِمْنِي بِصِدْقِ الْعُبُودِيَّةِ بَيْنَ يَدَيْكَ، اِلهِي عَلِّمْنِي مِنْ عِلْمِكَ الْمَخْزُونِ، وَصُنِّي بِسِتْرِكَ الْمَصُونِ، اِلهِي حَقِّقْنِي بِحَقَائِقِ اَهْلِ الْقُرْبِ، وَاسْلُكْ بِي مَسْلَكَ اَهْلِ الْجَذْبِ، اِلهِي اَغْنِنِي بِتَدْبِيرِكَ لِي عَنْ تَدْبِيرِي، وَبِاخْتِيَارِكَ عَنِ اخْتِيَارِي، وَاَوْقِفْنِي عَلى مَراكِزِ اضْطِرَارِي، اِلهِي اَخْرِجْنِي مِنْ ذُلِّ نَفْسِي، وَطَهِّرْنِي مِنْ شَكِّي وَشِرْكِي قَبْلَ حُلُولِ رَمْسِي، بِكَ اَنْتَصِرُ فَانْصُرْنِي، وَعَلَيْكَ اَتَوَكَّلُ فَلاَ تَكِلْنِي، وَاِيَّاكَ اَسْئَلُ فَلاَ تُخَيِّبْنِي، وَفِي فَضْلِكَ اَرْغَبُ فَلاَ تَحْرِمْنِي، وَبِجَنَابِكَ اَنْتَسِبُ فَلاَ تُبْعِدْنِي، وَبِبَابِكَ اَقِفُ فَلاَ تَطْرُدُنِي، اِلهِي تَقَدَّسَ رِضَاكَ اَنْ يَكُونَ لَهُ عِلَّةٌ مِنْكَ، فَكَيْفَ يَكُونُ لَهُ عِلَّةٌ مِنِّي، اِلهِي اَنْتَ الْغِنى بِذَاتِكَ اَنْ يَصِلَ اِلَيْكَ النَّفْعُ مِنْكَ، فَكَيْفَ لاَ تَكُونُ غَنِيّاً عَنِّي. اِلهِي اِنَّ الْقَضآءَ وَالْقَدَرَ يُمَنِّينِي، وَاِنَّ الْهَوى بِوَثَائِقِ الشَّهْوَةِ اَسَرَنِي، فَكُنْ اَنْتَ النَّصِيرَ لِي، حَتّى تَنْصُرَنِي وَتُبَصِّرَنِي، وَاَغْنِنِي بِفَضْلِكَ حَتّى اَسْتَغْنِىَ بِكَ عَنْ طَلَبِي، اَنْتَ الَّذِي اَشْرَقْتَ الاَْنْوَارَ فِي قُلُوبِ اَوْلِيائِكَ حَتّى عَرَفُوكَ وَوَحَّدوكَ، وَاَنْتَ الَّذِي اَزَلْتَ الاَْغْيَارَ عَنْ قُلُوبِ اَحِبَّائِكَ حَتّى لَمْ يُحِبُّوا سِوَاكَ، وَلَمْ يَلْجَئُوا إلى غَيْرِكَ، اَنْتَ الْمُوْنِسُ لَهُمْ حَيْثُ اَوْحَشَتْهُمُ الْعَوَالِمُ، وَاَنْتَ الَّذِي هَدَيْتَهُمْ حَيْثُ اسْتَبَانَتْ لَهُمُ الْمَعَالِمُ، مَاذَا وَجَدَ مَنْ فَقَدَكَ، وَمَا الَّذِي فَقَدَ مَنْ وَجَدَكَ، لَقَدْ خَابَ مَنْ رَضِىَ دُونَكَ بَدَلاً، وَلَقَدْ خَسِرَ مَنْ بَغى عَنْكَ مُتَحَوِّلاً، كَيْفَ يُرْجى سِوَاكَ، وَاَنْتَ مَا قَطَعْتَ الاِْحْسَانَ، وَكَيْفَ يُطْلَبُ مِنْ غَيْرِكَ وَاَنْتَ مَا بَدَّلْتَ عَادَةَ الاِْمْتِنَانِ، يَا مَنْ اَذَاقَ اَحِبّآئَهُ حَلاَوَةَ الْمُؤَانَسَةِ، فَقَامُوا بَيْنَ يَدَيْهِ مُتَمَلِّقِينَ. وَيَا مَنْ اَلْبَسَ اَوْلِيَائَهُ مَلاَبِسَ هَيْبَتِهِ، فَقَامُوا بَيْنَ يَدَيْهِ مُسْتَغْفِرِينَ، اَنْتَ الذَّاكِرُ قَبْلَ الذَّاكِرِينَ، وَاَنْتَ الْبَادِي بِالاِْحْسَانِ قَبْلَ تَوَجُّهِ الْعَابِدِينَ، وَاَنْتَ الْجَوَادُ بِالْعَطآءِ قَبْلَ طَلَبِ الطَّالِبِينَ، وَاَنْتَ الْوَهَّابُ، ثُمَّ لِمَا وَهَبْتَ لَنَا مِنَ الْمُسْتَقْرِضِينَ، اِلهِي اُطْلُبْنِي بِرَحْمَتِكَ حَتّى اَصِلَ اِلَيْكَ، وَاجْذِبْنِي بِمَنِّكَ حَتّى اُقْبِلَ عَلَيْكَ، اِلهِي اِنَّ رَجآئِي لاَ يَنْقَطِعُ عَنْكَ وَاِنْ عَصَيْتُكَ، كَمَا اَنَّ خَوْفِي لاَ يُزايِلُنِي وَاِنْ اَطَعْتُكَ، فَقَدْ دَفَعَتْنِي الْعَوَالِمُ اِلَيْكَ، وَقَدْ اَوْقَعَنِي عِلْمِي بِكَرَمِكَ عَلَيْكَ، اِلهِي كَيْفَ اَخِيبُ وَاَنْتَ اَمَلِي، اَمْ كَيْفَ اُهَانُ وَعَلَيْكَ مُتَكَّلِي، اِلهِي كَيْفَ اَسْتَعِزُّ وَفِى الذِّلَّةِ اَرْكَزْتَنِي، اَمْ كَيْفَ لاَ اَسْتَعِزُّ وَاِلَيْكَ نَسَبْتَنِي. اِلهِي كَيْفَ لاَ اَفْتَقِرُ وَاَنْتَ الَّذِي فِى الْفُقَرآءِ اَقَمْتَنِي، اَمْ كَيْفَ اَفْتَقِرُ وَاَنْتَ الَّذِي بِجُودِكَ اَغْنَيْتَنِي، وَاَنْتَ الَّذِي لاَ اِلهَ غَيْرُكَ، تَعَرَّفْتَ لِكُلِّ شَيء فَمَا جَهِلَكَ شَيءُ، وَاَنْتَ الَّذِي تَعَرَّفْتَ اِلَيَّ فِي كُلِّ شَيء، فَرَاَيْتُكَ ظَاهِراً فِي كُلِّ شَيء، وَاَنْتَ الظَّاهِرُ لِكُلِّ شَيء، يَا مَنِ اسْتَوى بِرَحْمَانِيَّتِهِ فَصَارَ الْعَرْشُ غَيْباً فِي ذَاِتِهِ، مَحَقْتَ الاْثَارَ بِالاْثَارِ، وَمَحَوْتَ الاَْغْيَارَ بِمُحِيطَاتِ اَفْلاَكِ الاَْنْوَارِ، يَا مَنِ احْتَجَبَ فِي سُرَادِقَاتِ عَرْشِهِ عَنْ اَنْ تُدْرِكَهُ الاَْبْصَارُ، يَا مَنْ تَجَلّى بِكَمَالِ بَهآئِهِ، فَتَحَقَّقتْ عَظَمَتُهُ الاِْسْتِوآءَ، كَيْفَ تَخْفى وَاَنْتَ الظَّاهِرُ، اَمْ كَيْفَ تَغِيبُ وَاَنْتَ الرَّقِيبُ الْحَاضِرُ، اِنَّكَ عَلى كُلِّ شَيء قَدِير، وَالْحَمْدُ للهِ وَحْدَهُ. | دعاء الحسين بن علي يوم عرفة |

قال بشر وبشر: فلم يكن له جهد إلاّ قوله: يا ربّ، يا ربّ بعد هذا الدعاء وشغل من حضر ممّن كان حوله، وشهد ذلك المحضر عن الدّعاء لأنفسهم وأقبلوا على الاستماع له عليه السلام والتأمين على دعائه، قد اقتصروا على ذلك لأنفسهم، ثمّ علت أصواتهم بالبكاء معه، وغربت الشمس وأفاض عليه السلام وأفاض النّاس معه. 

## الوصلات الخارجية
- استمع الي دعاء عرفة بصوت ميثم التمّار علي موقع يوتيوب
- نص دعاء عرفة